# Crucifixión (Tintoretto, 1565)
La Crucifixión (del italiano: La crocifissione) es un cuadro del pintor italiano Tintoretto. Está realizado en óleo sobre lienzo. Se trata de un cuadro de enormes dimensiones, pues mide 5,18 metros de alto y alcanza los 12,24 metros de ancho. Fue pintado en 1565. Se encuentra en el lugar para el cual fue diseñado: la Scuola Grande di San Rocco en Venecia.
El filósofo francés Jean-Paul Sartre, que había rebautizado a Tintoretto como «le sequestré de Venise», escribió, a propósito de esta Crucifixión de la Scuola Grande di San Rocco, la frase que posiblemente no ignora la película Portrait of an artist de Didier Baussy: «Este desgarramiento amarillo del cielo encima del Gólgota no ha sido elegido por Tintoretto para expresar la angustia, ni tampoco para provocarla; es al mismo tiempo angustia y cielo amarillo. No es cielo de angustia ni cielo angustiado; es una angustia hecha cosa, una angustia que se ha convertido en desgarramiento amarillo del cielo y que, por ello está sumergida y empastada por las cualidades propias de las cosas»

## Análisis de la obra
Tintoretto recibió por esta obra 250 ducados y obtuvo una importante fama entre sus contemporáneos, tal y como atestiguan los numerosos grabados existentes. Para su ejecución, Tintoretto realizó un buen número de dibujos preparatorios e incluso bosquejó un amplio boceto en la tela definitiva, como se ha puesto de manifiesto en las recientes restauraciones. 
 
El centro de la escena está ocupado por el Cristo crucificado, recortado ante un plomizo cielo que augura tormenta. Bajo el Salvador encontramos un abigarrado grupo de dolientes presidido por las santas mujeres, como si de la base de la cruz se tratara, destacando entre ellos el perfil de san Juan y de la Magdalena.  En un rincón, los soldados se echan a suerte las ropas de Cristo. De la figura de Cristo parecen partir líneas radiales a través de las que se organiza la composición, distribuyéndose en ellas las figuras, creando una estructura muy organizada a pesar del aparente desorden. Gracias al claroscuro empleado, los grupos de soldados y de crucificados adquieren mayor volumetría, tomada de Miguel Ángel, y los colores se hacen más brillantes, predominando los rojos.